# Orde der Transformanten
De Orde der Transformanten is een sektarisch kerkgenootschap, gevestigd in Klooster 's-Gravendaal. Ze beschouwt zichzelf als een geloofsbeweging die zich baseert op Gods woord. Naar eigen zeggen richt zij zich wereldwijd op eenieder, 'ongeacht ras, seksuele geaardheid, geslacht, individuele achtergrond of leeftijd'.
De leden van de Orde komen samen in erediensten, waarin Gods Woord door een van de voorgangers van de Orde wordt vertaald naar de dagelijkse praktijk.
In het Klooster 's-Gravendaal in Goch, net over de Duitse grens, leeft een gemeenschap van de Orde der Transformanten samen. Ook wordt dit klooster als evenementenlocatie uitgebaat door leden van de gemeenschap. Deze activiteiten worden onder de bedrijfsnaam ADG Management Group GmbH uitgevoerd, onder leiding van directeur Camiel Engelsen.

## Geschiedenis
De Orde der Transformanten is in 2003 opgericht door een aantal mensen van katholieken en protestantsen huize, waaronder voorganger Robert Baart. Sinds 2008 heeft de Orde meerdere voorgangers, ‘Doctores’, waaronder Kirsten Smeets, theoloog en religiewetenschapper.
Een tijd lang was de orde gevestigd in Hoeven, maar in 2017 werd het Klooster 's-Gravendaal in Duitsland gekocht.  

## Organisatie
Leden van de Orde der Transformanten leven in zogeheten cirkels; dit zijn in het geloof verbonden groepen van mensen, behorende tot dezelfde geestelijke familie. Geloofsgenoten kunnen ervoor kiezen om in een leefgemeenschap samen te wonen, maar kunnen ook kiezen voor een andere woonvorm.
De Orde houdt haar organisatie strikt gescheiden van de geloofsleer. Het bestuur is verantwoordelijk voor de organisatie; hieronder valt onder andere het benoemen en ontslaan van de Doctores.
De Doctores zijn verantwoordelijk voor de geloofsleer. Zij hebben geen enkele bemoeienis met de organisatie, zo ook het bestuur op zijn 
beurt geen enkele bemoeienis heeft met de leer.
Een persoon kan niet tegelijkertijd zowel lid van het bestuur als voorganger zijn.

## Incidenten
In oktober 2020 deed de Duitse politie een inval bij de gemeenschap na verdenkingen van vrijheidsberoving en seksueel misbruik. Hierbij werd Robert Baart gearresteerd.
In 2015 werden twee leden van de Orde der Transformanten definitief vrijgesproken van betrokkenheid bij een schietincident uit 2008, nadat het OM tevergeefs hoger beroep had ingesteld. Na een steekincident in 2014 werd wel een lid veroordeeld.
Robert B. werd te Duitsland veroordeeld wegens verkrachting. In de tijd dat B. werd veroordeeld kon je zowel in Duitsland als in Nederland na twee derde van je straf vervroegd vrijkomen. In 2023 werd hij overgeplaatst naar een gevangenis in Nederland. Sinds 2024 is hij weer vrij.